# Wandlaus
Die Wandlaus war ein speziell für die Verteidigung präparierter Erker der ca. 1300 bis 1350 errichteten Stadtmauer der Stadt Aachen. Er ist nicht mehr erhalten.

## Lage
Die Wandlaus befand sich im Westen des äußeren Mauerrings zwischen dem Pfaffenturm und dem Königstor. Die vor der Wandlaus endende Lausgasse gab dem Erker seinen Namen.

## Geschichte
Wann die Wandlaus erbaut wurde, ist nicht erkannt. Während der französischen Besetzung Aachens wurde sie im ersten Viertel des 19. Jahrhunderts im Zug der Schleifung der Aachener Stadtbefestigung abgerissen.

## Beschreibung
Der Wehrerker war mehrere Meter breit und befand sich auf der Außenseite der Stadtmauer, genau gegenüber dem auf der Stadtinnenseite liegenden Wachthaus. Ein kurzer Gang, der durch die Stadtmauer führte, verband beide Bereiche miteinander. Schießscharte und Öffnungen im Boden der Wandlaus ermöglichten es den Verteidigern, Angreifer mit Gesteinsbrocken zu bewerfen oder sie zu beschießen.